# Poppy Delevingne

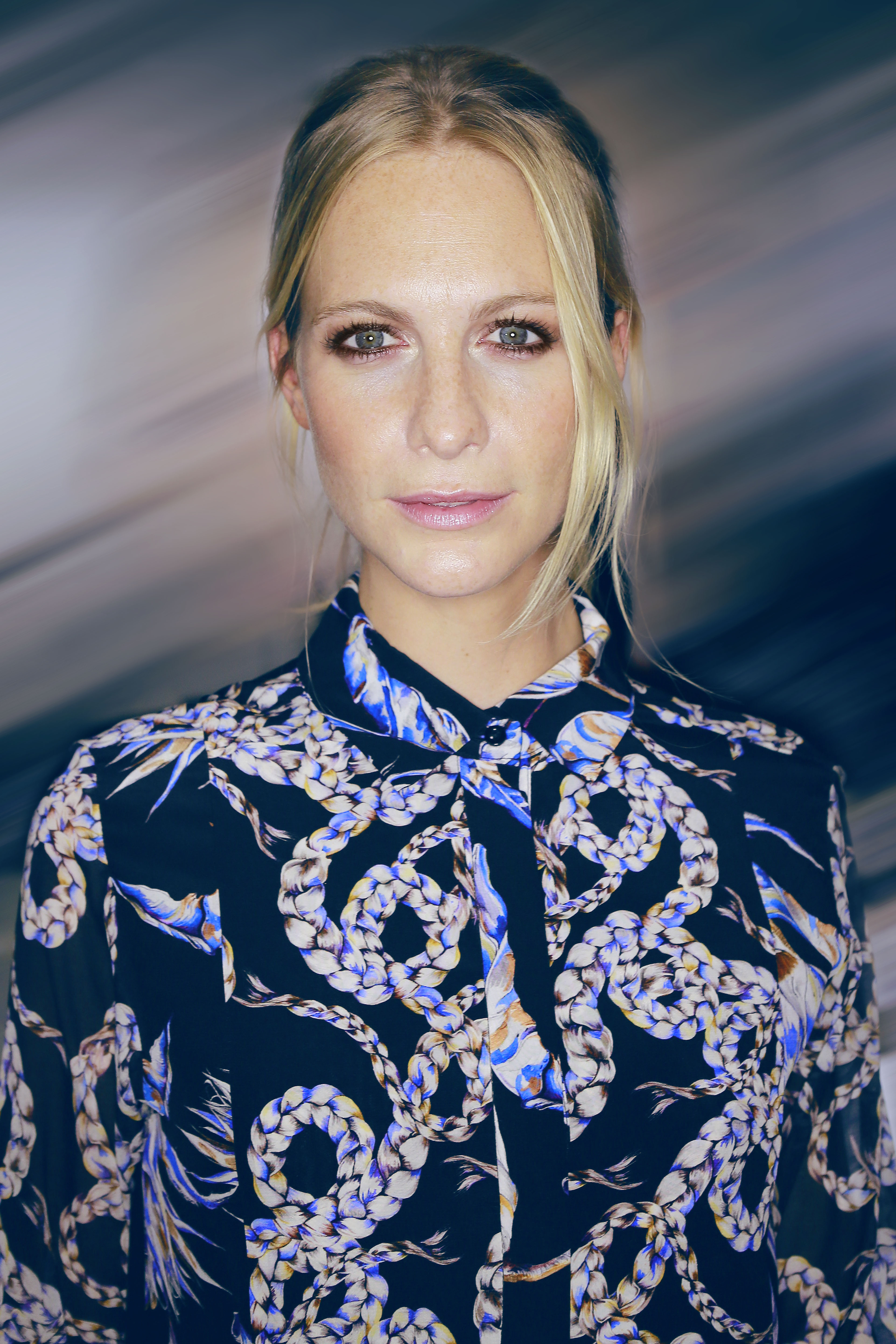
Poppy Delevingne (2014)

Poppy Angela Delevingne (*  3. Mai 1986 in London) ist ein britisches Model und Schauspielerin.

## Familie
Poppy Angela Delevingne, Tochter von Charles Delevingne und dem ehemaligen It-Girl und Model Pandora Stevens, wuchs im Londoner Stadtbezirk Belgravia auf. Sie besuchte die Bedales-Schule. Sie hat eine ältere und eine jüngere Schwester: Chloe und Cara, letztere ist ebenfalls Model.
Ihr Großvater mütterlicherseits, Jocelyn Stevens, war Gründer von Radio Caroline und früher Herausgeber der Zeitschrift Queen. Er war der Neffe des Magazin-Herausgebers Sir Edward George Warris Hulton und Enkel von dem Zeitungsbesitzer Sir Edward Hulton, 1. Baronet. Ihre Großmutter mütterlicherseits, Janie Sheffield, war Kammerzofe von Prinzessin Margaret. Ihr Urgroßvater väterlicherseits war der in Kanada geborene, britische Politiker Hamar Greenwood, 1. Viscount Greenwood.
Über einen ihrer Ur-Urgroßväter väterlicherseits, Sir Lionel Lawson Faudel Faudel-Phillips, 3rd Baronet, stammt sie von den anglo-jüdischen Faudel-Phillips Baronets ab, zwei ihrer Vorfahren dieser Linie waren Lord Mayor of London.
Am 20. Mai 2025 wurden sie und ihr Lebenspartner, der Unternehmer Archie Keswick, erstmals Eltern einer Tochter.

## Karriere
Delevingne wurde ursprünglich von Storm entdeckt, die auch Kate Moss und Delevingnes jüngste Schwester Cara entdeckten. Sie war Model für Laura Ashley, Anya Hindmarch, Paige Adams, Mango, Alberta Ferretti und Burberry, ging  für Julien Macdonald über den Catwalk und posiert unter anderem für Terry Richardson vor der Kamera. 2009 ernannte Karl Lagerfeld sie zur „Chanel-Botschafterin“. Nachdem Marc Jacobs sie entdeckte, wurde sie kurz darauf das Gesicht der Herbst-/Winter-Kollektion 2012/13 von Louis Vuitton. Sie erscheint regelmäßig auf dem Titelblatt der London Fashion Week.
Etwa seit Ende 2016 ist sie auch Markenbotschafterin für die britische Kosmetikmarke Jo Malone London.
2017 war sie in einer Nebenrolle in dem Film Kingsman: The Golden Circle zu sehen. Im selben Jahr spielte sie in dem Film King Arthur: Legend Of The Sword von Guy Ritchie zusammen mit Eric Bana, Jude Law und Charlie Hunnam.
2018 spielte sie in der Fernsehserie Genius. Seit 2019 ist sie in der britischen Sky-Serie Riviera in der Rolle der Daphne Al-Qadar zu sehen.

## Filmografie (Auswahl)
- 2015/2017:  Love Advent (Fernsehserie, 2 Folgen)
- 2017 Kingsman: The Golden Circle
- 2017 King Arthur: Legend of the Sword
- 2018: The Aspern Papers
- 2018: Genius (Fernsehserie, 5 Folgen)
- 2019: Bittersweet Symphony
- 2019–2020: Riviera (Fernsehserie, 16 Folgen)
- 2020: Spy Intervention

## Persönliches
Delevingne ist eine Muse und Freundin von Matthew Williamson.
In New York hat sie sich ein Apartment mit Sienna Miller geteilt.
2012 verlobte sie sich mit James Cook, der in einem Raumfahrtunternehmen tätig ist.
Die Hochzeit fand im Mai 2014 in der St. Pauls Church in London statt.